# Andra ljudvågen
Andra ljudvågen (engelska: Second sound) är en termodynamisk vågrörelse som kan påvisas i supraflytande helium och vissa andra material.

## Beskrivning
I isolatorer överförs värme huvudsakligen genom diffusion av fononer (kvantiserade kristallvibrationer). 
I supraflytande 4He (helium II) rör sig fononerna gemensamt, i longitudinella vågor. Denna så kallade andra ljudvåg är ett "ljud i ljud", en värmevåg och en entropivåg. Förutom i helium har man också påvisat en andra ljudvåg i natriumfluorid och vismut.

### Hastighet
Den andra ljudvågens hastighet i helium II är 0 vid lambdapunkten (2,17 K). Mellan 1 K och 2 K är den runt 20 m/s. Under 0,8 K stiger hastigheten linjärt vid sjunkande temperatur. Mätning av andra ljudvågens hastighet i supraledande heliumblandningar kan användas till att mäta temperaturen.

### Värmeledningsförmåga
Supraflytande helium är en närmast ideal värmeledare. Vid 1,9 K är värmeledningsförmågan 0.12MW/(m·K) eller 300 gånger koppars värmeledning vid rumstemperatur.

## Historia
Den andra ljudvågen i helium II förutspåddes av László Tisza år 1938. År 1947 kunde man mäta dess hastighet.